# Haselbourg
Ne doit pas être confondu avec Haselburg.
Haselbourg est une commune française située dans le département de la Moselle en région Grand Est.
Cette commune se trouve dans la région historique de Lorraine et fait partie du pays de Sarrebourg.

## Géographie
- Village à pic au-dessus de la vallée.
- Ecarts et lieux-dits: Kaiserhof, Schacheneck, Sparsbrod.

| Saint-Louis | Garrebourg |                 |
| Guntzviller | Haselbourg | Haegen Bas-Rhin |
|             | Dabo       |                 |

### Hydrographie
La commune est située dans le bassin versant du Rhin au sein du bassin Rhin-Meuse. Elle est drainée par la Zorn et le ruisseau l'Andlau.
La Zorn, d'une longueur totale de 96,7 km, prend sa source dans la commune de Walscheid et se jette  dans le canal de la Marne au Rhin à Rohrwiller, après avoir traversé 34 communes.

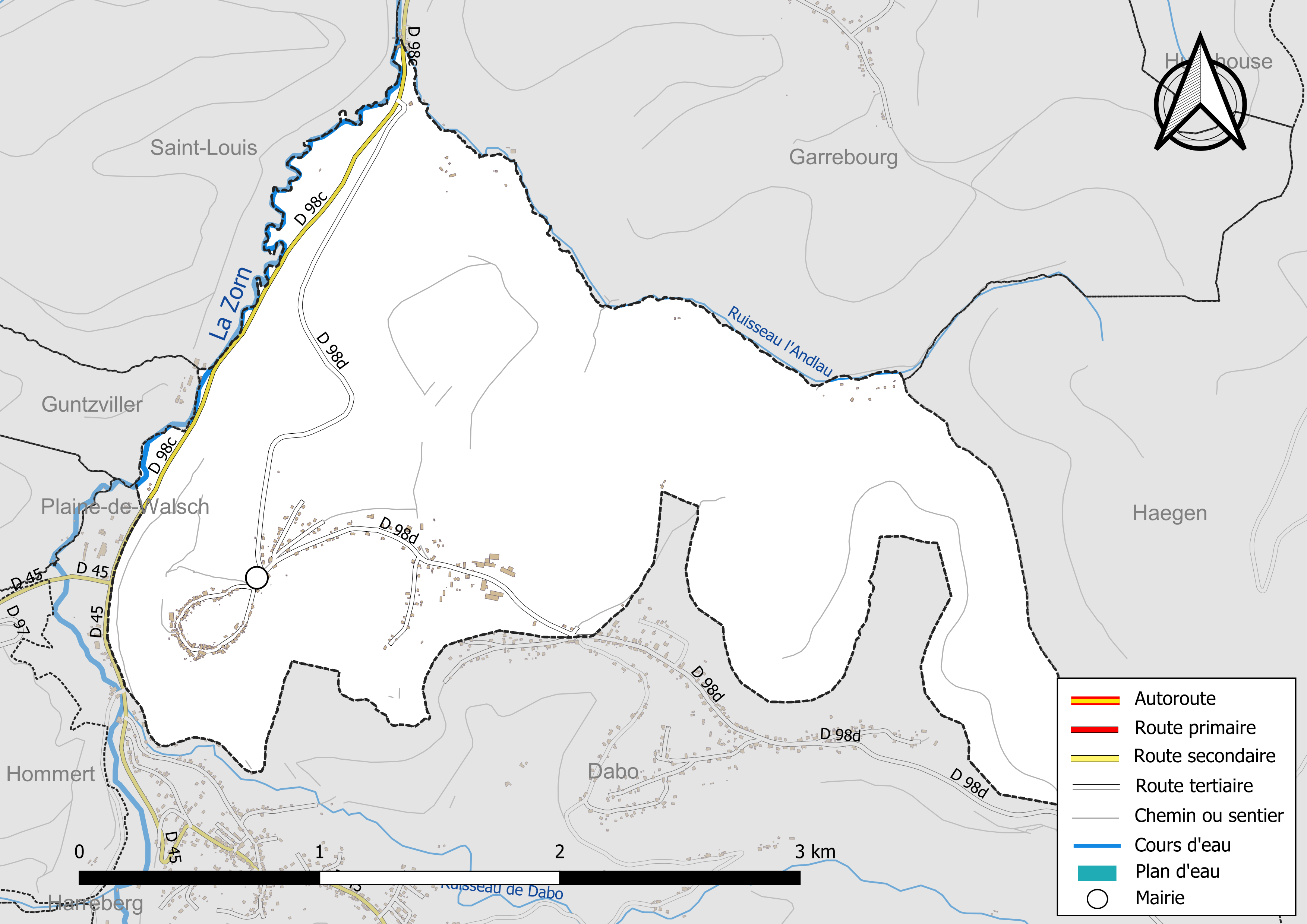
Réseaux hydrographique et routier d'Haselbourg.

La qualité des eaux des principaux cours d’eau de la commune, notamment de la Zorn, peut être consultée sur un site spécial géré par les agences de l’eau et l’Agence française pour la biodiversité.

### Climat
Pour des articles plus généraux, voir Climat du Grand Est et Climat de la Moselle.
En 2010, le climat de la commune est de type climat des marges montargnardes, selon une étude du Centre national de la recherche scientifique s'appuyant sur une série de données couvrant la période 1971-2000. En 2020, Météo-France publie une typologie des climats de la France métropolitaine dans laquelle la commune est exposée à un climat semi-continental et est dans la région climatique  Vosges, caractérisée par une pluviométrie très élevée (1 500 à 2 000 mm/an) en toutes saisons et un hiver rude (moins de 1 °C). 
Pour la période 1971-2000, la température annuelle moyenne est de 9,7 °C, avec une amplitude thermique annuelle de 16,5 °C. Le cumul annuel moyen de précipitations est de 1 125 mm, avec 12,5 jours de précipitations en janvier et 10,6 jours en juillet. Pour la période 1991-2020, la température moyenne annuelle observée sur la station météorologique de Météo-France la plus proche, « Wangenbourg_sapc », sur la commune de Wangenbourg-Engenthal à 10 km à vol d'oiseau, est de 9,9 °C et le cumul annuel moyen de précipitations est de 1 131,8 mm. 
La température maximale relevée sur cette station est de 36,4 °C, atteinte le 25 juillet 2019 ; la température minimale est de −16,9 °C, atteinte le 7 février 2012,,. 
Les paramètres climatiques de la commune ont été estimés pour le milieu du siècle (2041-2070) selon différents scénarios d'émission de gaz à effet de serre à partir des nouvelles projections climatiques de référence DRIAS-2020. Ils sont consultables sur un site dédié publié par Météo-France en novembre 2022.

## Urbanisme

### Typologie
Au 1er janvier 2024, Haselbourg est catégorisée commune rurale à habitat dispersé, selon la nouvelle grille communale de densité à sept niveaux définie par l'Insee en 2022.
Elle est située hors unité urbaine et hors attraction des villes,.

### Occupation des sols
L'occupation des sols de la commune, telle qu'elle ressort de la base de données européenne d’occupation biophysique des sols Corine Land Cover (CLC), est marquée par l'importance des forêts et milieux semi-naturels (83,6 % en 2018), une proportion identique à celle de 1990 (83,6 %). La répartition détaillée en 2018 est la suivante : 
forêts (83,6 %), zones urbanisées (8,3 %), prairies (8,2 %). L'évolution de l’occupation des sols de la commune et de ses infrastructures peut être observée sur les différentes représentations cartographiques du territoire : la carte de Cassini (XVIIIe siècle), la carte d'état-major (1820-1866) et les cartes ou photos aériennes de l'IGN pour la période actuelle (1950 à aujourd'hui).

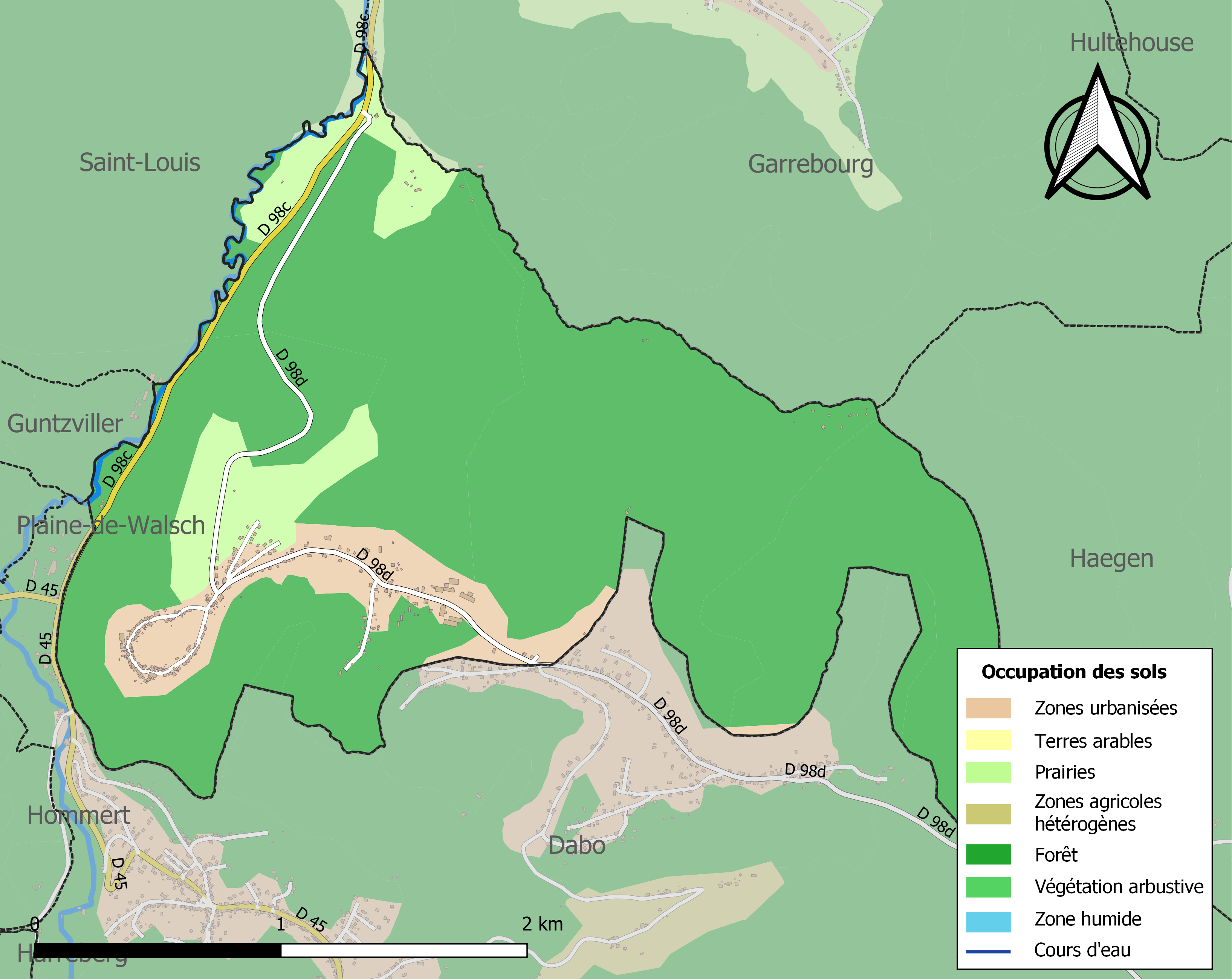
Carte des infrastructures et de l'occupation des sols de la commune en 2018 (CLC).

## Toponymie
- D'un nom de personne germanique Hetzelo + burg[14]. Ou Le nom de lieu dériverait du mot celtique Aïs. Signifie «lieu fortifié».
- Aschowa (VIIe siècle), Halbessurt (1050), Hasselburg (1576), Haselburg (1594), Hazelbourg (1719), Haselburg (1751), Hasselbourg (Cassini), Haselbourg (1793), Hazelbourg (1801).
- Hoselbuerch en francique lorrain.

### Sobriquet
- Die Bohnen (les haricots)[15].

## Histoire
- Fondation Romaine et fut pendant plusieurs siècles une base militaire.
- Village détruit par François von Sickingen et reconstruit en 1568 par le comte palatin Jean de Veldenz.
- Cédé à la France via le traité de Vincennes.

## Politique et administration
| Période                                  | Période   | Identité          | Étiquette | Qualité                                          |
| ---------------------------------------- | --------- | ----------------- | --------- | ------------------------------------------------ |
| Les données manquantes sont à compléter. |           |                   |           |                                                  |
| mars 1977                                | 2005      | Raymond Schenesse |           |                                                  |
| 2005                                     | 2014      | Armand Ramm       |           |                                                  |
| 2014                                     | mars 2019 | Michel Wittmann   |           |                                                  |
| mars 2019                                | 2020      | Raymond Gies      |           | A assuré l'intérim à la suite du décès du maire. |
| 2020                                     | En cours  | Didier Cabaillot  |           |                                                  |

## Démographie
L'évolution du nombre d'habitants est connue à travers les recensements de la population effectués dans la commune depuis 1793. Pour les communes de moins de 10 000 habitants, une enquête de recensement portant sur toute la population est réalisée tous les cinq ans, les populations de référence des années intermédiaires étant quant à elles estimées par interpolation ou extrapolation. Pour la commune, le premier recensement exhaustif entrant dans le cadre du nouveau dispositif a été réalisé en 2006.

En 2022, la commune comptait 297 habitants, en évolution de −5,11 % par rapport à 2016 (Moselle : +0,52 %, France hors Mayotte : +2,11 %).
| 1793 | 1800 | 1806 | 1821 | 1831 | 1836 | 1841 | 1846 | 1851 |
| ---- | ---- | ---- | ---- | ---- | ---- | ---- | ---- | ---- |
| 418  | 449  | 504  | 621  | 662  | 612  | 588  | 546  | 604  |

| 1856 | 1861 | 1871 | 1875 | 1880 | 1885 | 1890 | 1895 | 1900 |
| ---- | ---- | ---- | ---- | ---- | ---- | ---- | ---- | ---- |
| 520  | 529  | 474  | 483  | 452  | 426  | 425  | 401  | 391  |

| 1905 | 1910 | 1921 | 1926 | 1931 | 1936 | 1946 | 1954 | 1962 |
| ---- | ---- | ---- | ---- | ---- | ---- | ---- | ---- | ---- |
| 391  | 400  | 362  | 341  | 313  | 299  | 306  | 306  | 262  |

| 1968 | 1975 | 1982 | 1990 | 1999 | 2006 | 2011 | 2016 | 2021 |
| ---- | ---- | ---- | ---- | ---- | ---- | ---- | ---- | ---- |
| 265  | 290  | 299  | 351  | 305  | 315  | 322  | 313  | 308  |

| 2022 | - | - | - | - | - | - | - | - |
| ---- | - | - | - | - | - | - | - | - |
| 297  | - | - | - | - | - | - | - | - |

## Culture locale et patrimoine

### Lieux et monuments

#### Édifices civils
- Site romain.
- Castel romain.
- Traces d'une voie romaine : armes, poteries, tombeaux, restes d'une statue de Mercure dans le mur de l'église.
- Mur défensif construit en grand appareil de grès (visible à la suite de travaux, en bordure de sentier), barrant le rétrécissement naturel du plateau portant le village, qualifié de "camp romain" dans l'arrêté de protection. Dans sa partie centrale, au départ de la rue Principale, il forme une levée en arc de cercle haute de plus de 10 mètres. Les vestiges du camp sont classées au titre des monuments historiques par journal officiel du 16 février 1930[20].
- Borne Saint-Martin et menhir, appelé la pierre Saint-Martin dans la forêt du Kempelet  forêt du Kufberkopf. Borne forestière dressée à 490 m d'altitude, aujourd'hui à la limite des communes de Dabo et d'Haselbourg d'une part et de Haegen d'autre part ; en limite de la forêt de l'abbaye de Marmoutier avant la Révolution. Elle porte deux dates : 1750 et 1828 (abornement de la forêt voisine de Lamarck), un numéro 223 (abornement de la forêt domaniale d'Haselbourg en 1857) et l'inscription Martin Stein. Elle est érigée au lieu-dit la Pierre Saint-Martin (en référence au saint patron de Marmoutier), appelé aussi Gedeckter Markstein ou Gedeckerter Martinstein (pierre-borne couverte) ensemble de deux blocs de rochers de forme triangulaire réputés localement pour être, selon les uns les restes d'une table géante, selon les autres une sépulture mégalithique. Le premier, haut de 155 cm (largeur = 220 ; profondeur = 45), porte plusieurs croix gravées et l'inscription St Martin Stein, 1747 ; le second, haut de 115 cm (largeur = 155 ; profondeur = 40) ne porte aucune inscription. L'ensemble peut être rapproché du Sattelfels, au nord-est du territoire de la commune voisine de Dabo : menhir devenu une borne aux armoiries de l'abbaye de Marmoutier et portant aussi la date de 1747.

Spécificités :
Ce village  est construit en forme circulaire autour d'un oppidum romain. Une vue aérienne est très spectaculaire.  Il est aussi l'un des rares villages à ne pas avoir été touché par les deux grandes guerres.

#### Édifices religieux
- Église paroissiale Saint-Louis avec grotte de Lourdes, construite de 1850 à 1851, grâce à un don de 50.000 francs de Louis Napoléon Bonaparte. En son honneur, Saint-Louis est choisi comme patron du village. Le bâtiment est alors (en 1855) couvert en bardeaux. L'église fait l'objet d'importants travaux en 1882-1883. Elle s'élève au même emplacement que l'édifice précédent qui avait reçu en 1728 la bénédiction du curé de Kuttolsheim et avait été érigée en succursale en 1802. Elle est entourée du cimetière dont la croix date de 1733. Le mur de clôture a été refait en 1932 (date portée) autel XVIIIe siècle
- Ruines de la chapelle Saint-Hilaire puis chapelle Saint-Fridolin, près de Schacheneck construite au Haut Moyen Age. La vie de saint Fridolin, missionnaire irlandais (mort en 514), signale la construction dans les Vosges d'un monastère sous le vocable Saint-Hilaire, en l'honneur du patron de l'abbaye Saint-Hilaire de Poitiers dont il avait été abbé. Le bâtiment actuel, à vaisseau unique et chœur rectangulaire, est situé dans la vallée de l'Andlau (nom manifestement dû à l'abbaye du même nom possessionnée en ce lieu), à proximité d'une voie considérée comme romaine. Il ne remonte pas au-delà du XIIIe siècle ou XIVe siècle à en juger par les seuls éléments architecturaux datables, des nervures d'une voûte d'ogives scellés à droite du chœur, baptistère antique. Les ruines de la chapelle sont classées au titre des monuments historiques par arrêté du 6 décembre 1898[21].
- Presbytère construit en 1869, date portée par le linteau de la porte piétonne, à la suite d'une décision prise en 1863, reconstruit en 1872-1875 après dommages de guerre, importants travaux de menuiserie en 1886.
- Fontaine de dévotion Saint-Fridolin (dont l'eau aurait des propriétés médicinales).

### Héraldique
| Blason de Haselbourg | Blason  | D'argent à la coquerelle de sinople; au chef coupé crénelé d'azur et d'argent soutenu d'une divise de sable. |
| Blason de Haselbourg | Détails | Le statut officiel du blason reste à déterminer.                                                             |

## Pour approfondir